# 아마존 드라이브

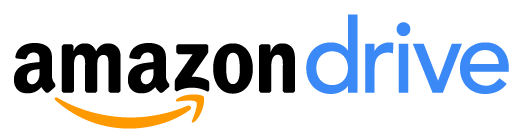

아마존 드라이브(Amazon Drive, 과거 이름: 클라우드 드라이브/Cloud Drive)는 아마존이 관리하는 클라우드 스토리지 애플리케이션이다. 이 서비스는 안전한 클라우드 스트로지, 파일 백업, 파일 공유, 사진 인쇄를 제공한다. 아마존 계정을 사용하여 웹 브라우저, 데스크톱 애플리케이션, 모바일, 태블릿을 통한 여러 장치들로부터 파일과 폴더를 전송, 관리할 수 있다. 아마존 드라이브는 미국의 사용자들이 아마존 프린트 서비스를 사용하여 사진 프린트와 포토북을 주문할 수 있게 하고 있다.
아마존은 2011년 3월 29일에 스토리지 서비스를 처음 발표하였으며, 처음에 사용자들을 위한 종량제 스토리지 플랜을 제공하였다. 오늘날 아마존 드라이브는 아마존 프라임 구독이나 킨들 파이어 장치에 대해 무제한 사진 스토리지를 무료로 제공하며 그 외에는 지불한 경우에 한해 무제한 스토리지 서비스를 제공한다. 미국, 캐나다, 유럽 국가, 일본, 오스트레일리아를 포함한 주요 국가들에서 런칭한 아마존 드라이브는 비즈니스 목적이 아닌 곳에서도 무제한 스토리지 플랜을 제공하는 몇 안 되는 서비스들 가운데 하나이다. 중국과 브라질에서도 제한적인 무료 5GB 스토리지 서비스를 제공한다.

## 스토리지 플랜

### 국가 지원
| 국가                                 | 프라임 포토 | 제한된 스토리지 | 무료 5GB | 아마존 프린트 |
| ------------------------------------ | ----------- | --------------- | -------- | ------------- |
| 미국                                 | 예          | 예              | 예       | 예            |
| 캐나다                               | 예          | 예              | 아니오   | 아니요        |
| 영국, 독일, 프랑스, 이탈리아, 스페인 | 예          | 예              | 아니오   | 아니요        |
| 일본                                 | 예          | 예              | 아니오   | 아니요        |
| 오스트레일리아                       | 아니요      | 예              | 아니오   | 아니요        |
| 중국                                 | 아니요      | 아니오          | 예       | 아니요        |
| 브라질                               | 아니요      | 아니오          | 예       | 아니요        |

## 기능
- 파일 공유
- 아마존 프린트
- 다언어 지원
- 디지털 미디어 플레이어

## 같이 보기
- 아마존 프라임